# Hörndlwald

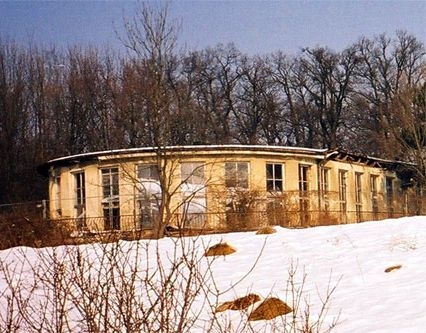
Hörndlwald, Südwest-Flügel des ab April 2013 abgebrochenen Josef-Afritsch-Heims (2007)

Der Hörndlwald ist ein Erholungsgebiet im 13. Wiener Gemeindebezirk, Hietzing. Er befindet sich zwischen dem Geriatriezentrum Am Wienerwald im Osten, der Siedlung Friedensstadt im Süden sowie dem Lainzer Tiergarten im Westen. Das Gelände erreicht seinen höchsten Punkt mit 306 m Seehöhe. Man erreicht es über die Joseph-Lister-Gasse, auf der die Autobuslinie 54B verkehrt.

## Areal
Der Hörndlwald war einst Teil des Lainzer Tiergartens und reichte von der Joseph-Lister-Gasse im Norden und dem damaligen „Versorgungsheim“ Lainz (dem heutigen Geriatriezentrum am Wienerwald) im Osten bis zur Hermesstraße im Süden, der Zufahrt zur Hermesvilla. Im Westen schloss der Hörndlwald an das Waldgebiet um die Hermesvilla an. Die Südhälfte wurde Anfang der 1920er Jahre für die neue Siedlung Friedensstadt abgeholzt, die Nordhälfte blieb als Wald erhalten. Es war abzusehen, dass der im Tiergarten nunmehr exponiert gelegene restliche Hörndlwald, im Norden, Osten und Süden von besiedeltem Gebiet umgeben, letztlich ebenfalls aus dem ummauerten Areal ausscheiden würde.

## Bauten
Nach 1945 wurde das Gelände zur Flüchtlingsbetreuung genutzt. Die der Sozialdemokratie nahestehende Hilfsorganisation Volkshilfe Wien, ab den frühen 1950er Jahren bis 2011 Pächterin des Hörndlwaldes, schuf 1950/51 mit Unterstützung der schwedischen Sozialdemokraten und auf Anregung von Josef Afritsch das 1965 so benannte Josef-Afritsch-Heim. Es wurde nach Plänen der Architekten Rudolf Joseph Boeck (1907–1964), Adolf Hoch (1910–1992) und Julius Bergmann (1896–1969) als langgestrecktes (ca. 105 m), im kreuzförmigen Grundriss leicht gekrümmtes, ebenerdiges Gebäude mit einem gegen Südwesten vorspringenden gerundeten Saaltrakt erbaut und war bis zu seinem Abriss im Frühsommer 2013 ein Beispiel sozial motivierter Nachkriegsarchitektur in Wien. Friedrich Achleitner vermerkt in seinem Architekturführer: „Heute, auf dem Weg zur Ruine, vermittelt der Bau auch architektonische Träume der fünfziger Jahre: Naturverbundenheit, Öffnung zu Luft, Sonne und Landschaft, aber auch zu den Kulturen der Welt.“

## Nutzung
Von 2. bis 9. Juli 1952 wurde bei diesem architektonisch interessanten Gästehaus von der Sozialistischen Jugendinternationale ein IUSY-Camp abgehalten, bei dem 32.000 Teilnehmer aus 36 Ländern anwesend waren. 1958 fand hier ein internationales Falkencamp statt. In den 1960er Jahren war das Gästehaus als Jugendtreffpunkt und -bildungsstätte beliebt, konnte aber später mit dem Komfort neuerer Einrichtungen nicht mehr mithalten.

1975 wurde der Originaltrakt des Heims baupolizeilich bleibend gesperrt. Die in unmittelbarer Nähe geschaffene Franziska-Fast-Wohnanlage war bis Ende März 2011 für ca. 100 Asylbewerber Betreuungs- und Wohnstätte. Als im ersten Halbjahr 2010 um 30 % weniger Asylanträge eingingen, leistete dies der Entscheidung zur Schließung des Volkshilfe-Heims Vorschub. Im Sommer 2020 wurden die leerstehenden Gebäude des Franziska-Fast-Heimes abgetragen und das Gelände renaturiert. 

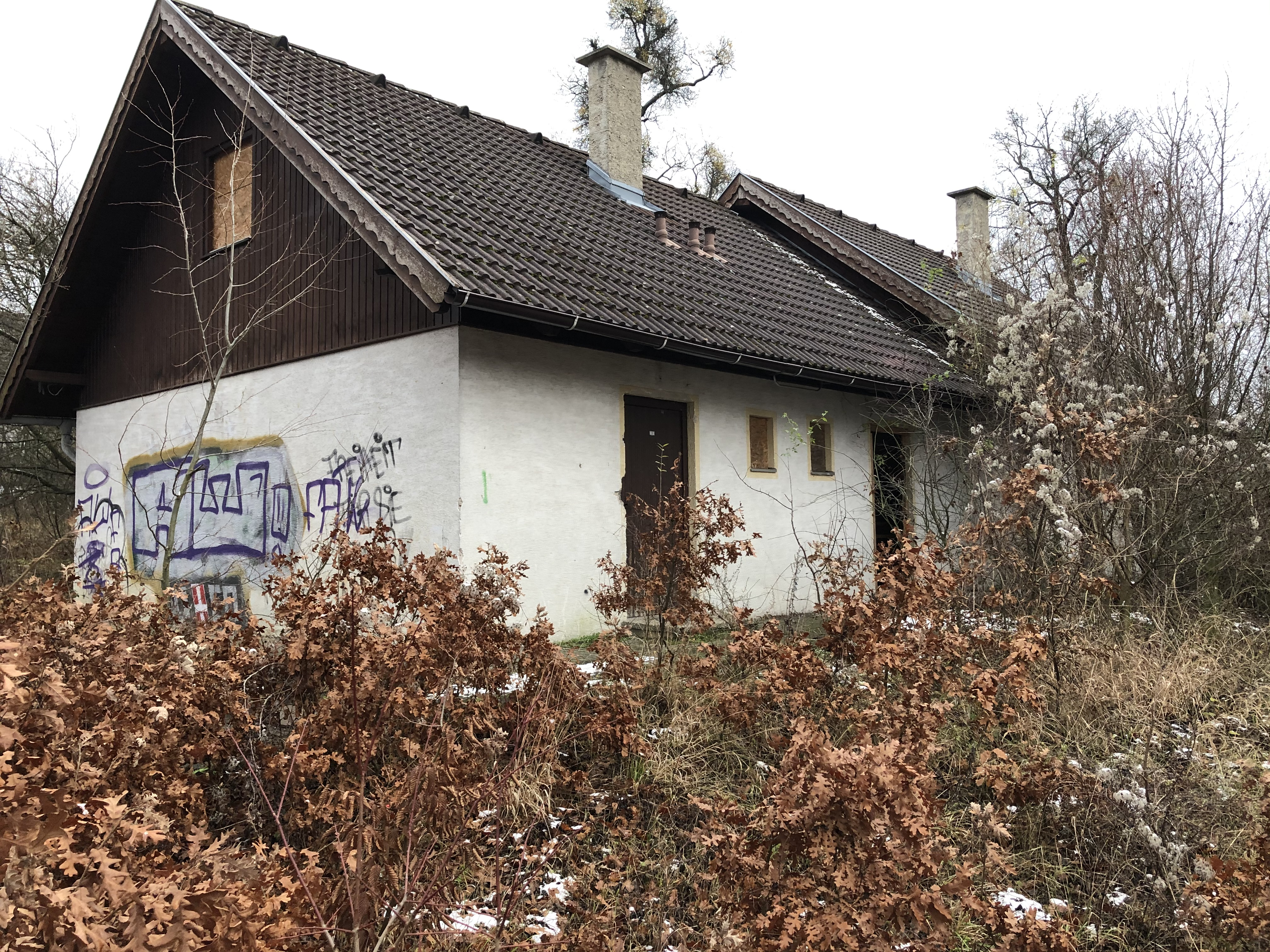
Hörndlwald, Ein Haus des 2020 abgebrochenen Franziska-Fast-Heims (2019)

Nach der Abtragung des bis 2011 von der Volkshilfe genutzten Josef-Afritsch-Heimes war die weitere Nutzung der frei gewordenen Fläche Gegenstand von auch politischen Diskussionen. Während es von Seiten der Stadtverwaltung Planungen gab, auf dem Gelände ein Reha-Zentrum zu errichten, forderte eine lokale Bürgerinitiative auf eine Bebauung egal welcher Art zu verzichten, das Areal zu renaturieren und als Naherholungsraum zu belassen. Diese Forderung wurde auch von ÖVP, FPÖ und NEOS gestellt, die im Wiener Gemeinderat als Oppositionsparteien der Stadtregierung aus SPÖ und Grünen gegenüberstanden. Im Oktober 2019 gab Stadträtin Kathrin Gaál (SPÖ) die Entscheidung bekannt, dass der Vertrag mit dem als Betreiber des Reha-Zentrums vorgesehenen Verein nicht verlängert wird und keine weiteren Pläne für eine Verbauung bestehen.